# Demonax cechovskyi
Demonax cechovskyi là một loài bọ cánh cứng trong họ Cerambycidae.